# Италија на Светском првенству у атлетици на отвореном 2019.
Италија је учествовала на 17. Светском првенству у атлетици на отвореном 2019. одржаном у Дохи од 27. септембра до 6. октобра седамнаести пут, односно учествовала је на свим првенствима до данас. Репрезентацију Италија је представљао 59. такмичар (31 мушкарац и 28 жена) у 34. дисциплина (17 мушких, 16 женских и 1 мешовита).,.
На овом првенству Италија је по броју освојених медаља делила 31. место са 1 освојеном медаљом (бронзана). У табели успешности (према броју и пласману такмичара који су учествовали у финалним такмичењима (првих 8 такмичара) Италија је са 7 учесника у финалу делила 26. место са 16 бодова.
| Плас. | Земља   | 1. место | 2. место | 3. место | 4. место | 5. место | 6. место | 7. место | 8. место | Бр. финал. | Бод. |
| ----- | ------- | -------- | -------- | -------- | -------- | -------- | -------- | -------- | -------- | ---------- | ---- |
| =26.  | Италија | 0        | 0        | 1        | 0        | 0        | 1        | 2        | 3        | 7          | 16   |

## Освајачи медаља

### бронза (1)
- Елеонора Ана Ђорђи — 50 км ходање

## Учесници
| Мушкарци: - Филипо Торту — 100 м, 4х100 м - Ламонт Марсел Џејкобс — 100 м, 4х100 м - Есеоса Десалу — 200 м - Антонио Инфантино — 200 м - Давиде Ре — 400 м, 4х400 м - Јеманеберхан Крипа — 5.000 м, 10.000 м - Саид Ел Отмани — 5.000 м - Yassine Rachik — Маратон - Ејоб Гебрехивет Фаниел — Маратон - Данијеле Меучи — Маратон - Асане Фофана — 110 м препоне - Лоренцо Перини — 110 м препоне - Јоханес Кјапинели — 3.000 м препреке - Озама Зоглами — 3.000 м препреке - Федерико Катанео — 4х100 м - Давиде Манети — 4х100 м - Едоардо Скоти — 4х400 м, 4х400 м (м+ж) - Владимир Ачети — 4х400 м - Матео Галван — 4х400 м - Масимо Стано — 20 км ходање - Матео Ђупони — 20 км ходање - Ђорђо Рубино — 20 км ходање - Микеле Антонели — 50 км ходање - Теодорико Капорасо — 50 км ходање - Ђанмарко Тамбери — Скок увис - Стефано Сотиле — Скок увис - Клаудио Микел Стечи — Скок мотком - Андреа Далавале — Троскок - Леонардо Фабри — Бацање кугле - Ђовани Фалочи — Бацање диска - Брајан Лопез — 4х400 м (м+ж) | Жене: - Глорија Хупер — 200 м, 4х100 м - Марија Бенедикта Чигболу — 400 м, 4х400 м - Елеонора Ванди — 800 м - Сара Досена — Маратон - Ђована Епис — Маратон - Луминоса Бољоло — 100 м препоне - Ајомиде Фолорунсо — 400 м препоне, 4х400 м - Јадислејдис Педросо — 400 м препоне - Линда Оливиери — 400 м препоне - Јоханелис Херера Абреу — 4х100 м - Ана Бонђорни — 4х100 м - Ирена Сирагуза — 4х100 м - Марија Бенедикта Чигболу — 4х400 м - Ђанкарла Тревизан — 4х400 м, 4х400 м (м+ж) - Рафаела Лукудо — 4х400 м, 4х400 м (м+ж) - Антонела Палмизано — 20 км ходање - Валентина Траплети — 20 км ходање - Елеонора Ана Ђорђи — 50 км ходање - Мариавиториа Бекети — 50 км ходање - Николе Коломби — 50 км ходање - Алесија Трост — Скок увис - Елена Валортигара — Скок увис - Роберта Бруни — Скок мотком - Танија Винченцино — Скок удаљ - Лаура Страти — Скок удаљ - Отавија Честонаро — Троскок - Даиси Осакуе — Бацање диска - Сара Фантини — Бацање кладива |

## Резултати

### Мушкарци
| Атлетичар                                                         | Дисциплина       | Лични рекорд | Квалификације     | Квалификације     | Полуфинале            | Полуфинале           | Финале                | Финале               | Детаљи |
| Атлетичар                                                         | Дисциплина       | Лични рекорд | Резултат          | Место             | Резултат              | Место                | Резултат              | Место                | Детаљи |
| ----------------------------------------------------------------- | ---------------- | ------------ | ----------------- | ----------------- | --------------------- | -------------------- | --------------------- | -------------------- | ------ |
| Филипо Торту                                                      | 100 м            | 9,99 НР      | 10,20 КВ          | 3. у гр. 5        | 10,11 (.101) кв       | 3. у гр. 3           | 10,07 ЛРС             | 7 / 65 (68)          |        |
| Ламонт Марсел Џејкобс                                             | 100 м            | 10,03        | 10,07 (.068) КВ   | 2. у гр. 6        | 10,20 (.199)          | 7. у гр. 1           | Нису се квалификовали | 19 / 65 (68)         |        |
| Есеоса Десалу                                                     | 200 м            | 20,13        | 20,43 кв          | 4. у гр. 5        | 20,73                 | 7. у гр. 21          | Нису се квалификовали | 21 / 50 (52)         |        |
| Антонио Инфантино                                                 | 200 м            | 20,41        | 20,89             | 7. у гр. 3        | Није се квалификовао  | Није се квалификовао | Није се квалификовао  | 42 / 50 (53)         |        |
| Давиде Ре                                                         | 400 м            | 44,77 НР     | 45,08 (.077) КВ   | 1. у гр. 3        | 44,85                 | 3. у гр. 1           | Није се квалификовао  | 9 / 41 (42)          |        |
| Саид Ел Отмани                                                    | 5.000 м          | 13:19,30     | Није завршио трку | Није завршио трку |                       |                      | Није се квалификовао  | Није се квалификовао |        |
| Јеманеберхан Крипа                                                | 5.000 м          | 13:07,84     | 13:29,08          | 11. у гр. 1       | Није се квалификовао  | 21 / 35 (39)         |                       |                      |        |
| Јеманеберхан Крипа                                                | 10.000 м         | 27:44,21     |                   |                   |                       |                      | 27:10,76 НР, ЛР       | 8 / 18 (21)          |        |
| Yassine Rachik                                                    | маратон          | 2:08:05      | 2:13:57           | 12 / 71 (100)     |                       |                      |                       |                      |        |
| Ејоб Гебрехивет Фаниел                                            | маратон          | 2:12:16      | 2:13:57 ЛРС       | 15 / 71 (100)     |                       |                      |                       |                      |        |
| Данијеле Меучи                                                    | маратон          | 2:10:45      | Није завршио трку | Није завршио трку |                       |                      |                       |                      |        |
| Асане Фофана                                                      | 110 м препоне    | 13,44        | 13,49 кв          | 5. у гр. 1        | 13,52 (.514)          | 6. у гр. 2           | Није се квалификовао  | 16 / 36 (41)         |        |
| Лоренцо Перини                                                    | 110 м препоне    | 13,46        | 13,70             | 5. у гр. 5        | Није се квалификовао  | Није се квалификовао | Није се квалификовао  | 27 / 36 (41)         |        |
| Јоханес Кјапинели                                                 | 3.000 м препреке | 8:24,26      | 8:24,73           | 8. у гр. 1        |                       |                      | Нису се квалификовали | 19 / 44 (46)         |        |
| Озама Зоглами                                                     | 3.000 м препреке | 8:20,88      | 8:28,57           | 8. у гр. 2        | 27 / 44 (46)          |                      | Нису се квалификовали |                      |        |
| Федерико Катанео Ламонт Марсел Џејкобс Давиде Манети Филипо Торту | 4 х 100 м        | 38,17 НР     | 38,11 НР          | 4. у гр. 1        | 9 / 13 (16)           |                      | Нису се квалификовали |                      |        |
| Едоардо Скоти Владимир Ачети Матео Галван Давиде Ре               | 4 х 400 м        | 3:01,37 НР   | 3:01,60 НРС       | 3. у гр. 1        | 3:02,78               | 6 / 15 (16)          |                       |                      |        |
| Масимо Стано                                                      | 20 км ходање     | 1:17:45 НР   |                   |                   |                       |                      | 1:31:36               | 14 / 40 (53)         |        |
| Матео Ђупони                                                      | 20 км ходање     | 1:20:27      | 1:34:29           | 25 / 40 (53)      |                       |                      |                       |                      |        |
| Ђорђо Рубино                                                      | 20 км ходање     | 1:19:37      | Није стартовао    | Није стартовао    |                       |                      |                       |                      |        |
| Микеле Антонели                                                   | 50 км ходање     | 3:49:07      | 4:22:20           | 16 / 28 (46)      |                       |                      |                       |                      |        |
| Теодорико Капорасо                                                | 50 км ходање     | 3:48:29      | Није завршио трку | Није завршио трку |                       |                      |                       |                      |        |
| Ђанмарко Тамбери                                                  | Скок увис        | 2,39 НР      | 2,29 кв           | 6. у гр. Б        |                       |                      | 2,27                  | 8 / 30 (31)          |        |
| Стефано Сотиле                                                    | Скок увис        | 2,31         | 2,26              | 9. у гр. А        | Није се квалификовао  | 16 / 30 (31)         |                       |                      |        |
| Клаудио Микел Стечи                                               | Скок мотком      | 5,80д        | 5,75              | 3. у гр. А        | 5,70                  | 8 / 29 (33)          |                       |                      |        |
| Андреа Далавале                                                   | Троскок          | 16,95        | 15,09             | 8. у гр. Б        | Нису се квалификовали | 32 / 33              |                       |                      |        |
| Леонардо Фабри                                                    | Бацање кугле     | 20,99        | 20,75             | 9. у гр. А        | Нису се квалификовали | 13 / 34 (35)         |                       |                      |        |
| Ђовани Фалочи                                                     | Бацање диска     | 65,30        | 59,77             | 15. у гр. Б       | Нису се квалификовали | 30 / 32              |                       |                      |        |

### Жене
| Атлетичарка                                                                 | Дисциплина     | Лични рекорд | Квалификације      | Квалификације      | Полуфинале            | Полуфинале            | Финале                | Финале             | Детаљи |
| Атлетичарка                                                                 | Дисциплина     | Лични рекорд | Резултат           | Место              | Резултат              | Место                 | Резултат              | Место              | Детаљи |
| --------------------------------------------------------------------------- | -------------- | ------------ | ------------------ | ------------------ | --------------------- | --------------------- | --------------------- | ------------------ | ------ |
| Глорија Хупер                                                               | 200 м          | 22,89        | 23,33 (.330)       | 7. у гр. 4         | Нису се квалификовале | Нису се квалификовале | Нису се квалификовале | 32 / 43 (48)       |        |
| Марија Бенедикта Чикболу                                                    | 400 м          | 51,67        | 52,63              | 7. у гр. 3         | Нису се квалификовале | Нису се квалификовале | Нису се квалификовале | 38 / 47 (48)       |        |
| Елеонора Ванди                                                              | 800 м          | 2:00,88      | 2:04,98            | 6. у гр. 6         | Нису се квалификовале | Нису се квалификовале | Нису се квалификовале | 38 / 40 (41)       |        |
| Сара Досена                                                                 | Маратон        | 2:24:00      |                    |                    |                       |                       | Нису завршиле трку    | Нису завршиле трку |        |
| Ђована Епис                                                                 | Маратон        | 2:29:11      |                    |                    |                       |                       | Нису завршиле трку    | Нису завршиле трку |        |
| Луминоса Бољоло                                                             | 100 м препоне  | 12,78        | 12,80 КВ           | 1. у гр 2          | 13,06                 | 8. у гр 2             | Нису се квалификовале | 18 / 36 (38)       |        |
| Ајомиде Фолорунсо                                                           | 400 м препоне  | 54,75        | 55,20(.192) КВ     | 3. у гр. 4         | 55,36                 | 5. у гр. 2            | Нису се квалификовале | 13 / 36 (39)       |        |
| Јадислејди Педросо                                                          | 400 м препоне  | 54,54 НР     | 56,03 КВ, ЛРС      | 4. у гр. 2         | 55,40 ЛРС             | 4. у гр. 3            | Нису се квалификовале | 15 / 36 (39)       |        |
| Линда Оливиери                                                              | 400 м препоне  | 55,97        | 56,82              | 5. у гр. 4         | Није се квалификовала | Није се квалификовала | Није се квалификовала | 28 / 36 (39)       |        |
| Јоханелис Херера Абреу Глорија Хупер Ана Бонђорни Ирена Сирагуза            | 4 х 100 м      | 43,04 НР     | 42,90 кв, НР       | 5. у гр. 2         |                       |                       | 42,98                 | 7 / 13 (16)        |        |
| Марија Бенедикта Чикболу Ајомиде Фолорунсо Ђанкарла Тревизан Рафаела Лукудо | 4 х 400 м      | 3:25,16 НР   | 3:27,57            | 5. у гр. 2         | Нису се квалификовале | 9 / 15 (16)           |                       |                    |        |
| Антонела Палмизано                                                          | 20 км ходање   | 1:26:36      |                    |                    |                       |                       | 1:37:36 ЛРС           | 13/ 39 (45)        |        |
| Валентина Траплети                                                          | 20 км ходање   | 1:29:57      | 1:38:22            | 17/ 39 (45)        |                       |                       |                       |                    |        |
| Елеонора Ана Ђорђи                                                          | 50 км ходање   | 4:04:50 НР   | 4:29:13            |                    |                       |                       |                       |                    |        |
| Мариавиториа Бекети                                                         | 50 км ходање   | 4:26:10      | Нису завршиле трку | Нису завршиле трку |                       |                       |                       |                    |        |
| Николе Коломби                                                              | 50 км ходање   | 4:27:38      | Нису завршиле трку | Нису завршиле трку |                       |                       |                       |                    |        |
| Алесија Трост                                                               | Скок увис      | 2,00д        | 1,92               | 9. у гр. А         |                       |                       | Нису се квалификовале | 14 / 29            |        |
| Елена Валортигара                                                           | Скок увис      | 2,02         | 1,89               | 7. у гр. Б         | 17 / 29               |                       | Нису се квалификовале |                    |        |
| Роберта Бруни                                                               | Скок мотком    | 4,60д        | 4,35               | 15. у гр. А        | 29 / 31 (32)          |                       | Нису се квалификовале |                    |        |
| Танија Винченцино                                                           | Скок удаљ      | 6,68д        | 6,23               | 14. у гр. Б        | 28 / 31               |                       | Нису се квалификовале |                    |        |
| Лаура Страти                                                                | Скок удаљ      | 6,72         | 6,05               | 16. у гр. А        | 31 / 31               |                       | Нису се квалификовале |                    |        |
| Отавија Честонаро                                                           | Троскок        | 14,18        | 13,97              | 10. у гр. Б        | 17 / 26 (28)          |                       | Нису се квалификовале |                    |        |
| Даиси Осакуе                                                                | Бацање диска   | 61,69        | 57,55              | 11. у гр. Б        | 20 / 29 (30)          |                       | Нису се квалификовале |                    |        |
| Сара Фантини                                                                | Бацање кладива | 70,30        | 66,58              | 12. у гр. А        | 26 / 30               |                       | Нису се квалификовале |                    |        |

### Мешовито
| Атлетичари                                                                  | Дисциплина | Лични рекорд | Квалификације | Квалификације | Полуфинале | Полуфинале | Финале                | Финале | Детаљи |
| Атлетичари                                                                  | Дисциплина | Лични рекорд | Резултат      | Место         | Резултат   | Место      | Резултат              | Место  | Детаљи |
| --------------------------------------------------------------------------- | ---------- | ------------ | ------------- | ------------- | ---------- | ---------- | --------------------- | ------ | ------ |
| Едоардо Скоти (м) Ђанкарла Тревизан (ж) Рафаела Лукудо (ж) Брајан Лопез (м) | 4 х 400 м  | 3:16,19 НР   | 3:16,52       | 5. у гр. 2    |            |            | Нису се квалификовали | 9 / 16 |        |